# Lago Chaqmaqtin
El Lago Chaqmaqtin (persa: كول چقمقتين, romanizado: Kōl-e Chaqmaqtīn) es un lago de la región de Wakhan en el Afganistán. Se encuentra a una altitud de unos 4024 m s. n. m. en el Pequeño Pamir. Se extiende unos 9 km y tiene unos 2 km de ancho.
El lago Chaqmaqtin se encuentra hacia el extremo occidental del valle del Pequeño Pamir. El río Aksu o Murghab fluye hacia el este desde el lago a través del Pequeño Pamir para entrar en Tayikistán en el extremo oriental del valle. El Bozai Darya (también conocido como el río del Pequeño Pamir) se eleva a poca distancia al oeste del lago y fluye 15 km hacia el oeste para unirse al río Wakhjir y formar el río Wakhan cerca del asentamiento de Bozai Gumbaz. Algunos relatos afirman que el Bozai Darya también nace en el lago Chaqmaqtin. Otra fuente llama al lago "una sección más profunda y posiblemente pantanosa dentro de la división de drenaje del río Aq Su-Little Pamir".
El lago es un lago de la cuenca glaciar que se formó cuando el hielo era muy grueso aquí antes de que se derritiera hace unos miles de años.